# Pavel Fried
Pavel Fried (13. června 1930 Třebíč – 2. června 2019) byl český konstruktér, manažer a podnikatel. Byl vězněn v koncentračním táboře Terezín.

## Biografie
Pavel Fried se narodil v roce 1930 v Třebíči, jeho otcem byl majitel drobného obchodu. V květnu roku 1942 byl Pavel deportován s rodiči a starší sestrou do terezínského koncentračního tábora, osvobozen byl až v květnu roku 1945. Sestra a její manžel zemřeli v táboře v březnu roku 1944. Po válce se rodina vrátila zpět do Třebíče, otci Pavla Frieda byl navrácen obchod.
Mezi lety 1946 a 1950 Pavel Fried vystudoval Průmyslovou školu strojní v Brně, po roce 1950 začal pracovat jako konstruktér. Následně pak v roce 1951 narukoval k Pomocným technickým praporům, kde pracoval při stavbě letišť (budoval letiště v Plzni a Čáslavi). Po absolvování základní vojenské služby opět pracoval jako konstruktér, při práci vystudoval Vysoké učení technické v Brně, promoval v roce 1968. Během Pražského jara byl povýšen do pozice ekonomického náměstka, v roce 1972 pak byl v rámci normalizace z pozice sesazen. Po roce 1989 se spolu s kolegy začal věnovat soukromému podnikání, stal se ředitelem nově založené společnosti.
Po Sametové revoluci se začal věnovat Rotary Clubu a také Židovské obci Brno, kdy byl po čtyři roky členem představenstva a následně byl osm let předsedou brněnské židovské obce. Věnoval se též rozvoji židovské čtvrti v Třebíči. V roce 2017 byl navrhovatelem pojmenování náměstí Rabína Ingbera v třebíčské čtvrti Zámostí. V červenci roku 2018 mu bylo uděleno čestné občanství města Třebíče. Žil v Brně-Židenicích. Zemřel 2. června 2019, pohřben byl 4. června na židovském hřbitově v Třebíči.